# Hospital Universitário de Brasília
O Hospital Universitário de Brasília (HUB) é um hospital universitário brasileiro vinculado à Universidade de Brasília (UnB), sob gestão da Empresa Brasileira de Serviços Hospitalares (EBSERH). Fica no Setor de Grandes Áreas Norte na Asa Norte, em Brasília, no Distrito Federal.
Foi fundado no ano de 1972, ainda com o nome de Hospital do Distrito Federal Presidente Médici (HDFPM). Passou a ser considerado hospital universitário em 1979, apesar de a UnB só ter assumido a gestão oficialmente em 1990. Em 2013, a administração foi transferida da UnB para a EBSERH.

## História

### Criação
O HUB foi inaugurado em 1972 como uma unidade do Instituto de Pensões e Aposentadoria dos Serviços do Estado (Ipase) e o nome de Hospital do Distrito Federal Presidente Médici (HDFPM), tendo como usuários os servidores federais e por isso também era chamado Hospital dos Servidores da União (HSU). Foi um período de mais recursos, que permitiram ao hospital contar com uma grande estrutura. Em 1987, passou a se chamar Hospital Docente Assistencial (HDA), passando a fazer parte da rede de serviços do Distrito Federal.

### Hospital universitário
Apesar de ser usado como Hospital Escola e efetivamente administrado pela Universidade de Brasília (UnB) desde 1979, quando a UnB fez um acordo com o Instituto Nacional da Assistência Médica e Previdência Social (Inamps), a universidade só assume a gestão do hospital em 1990. Renomeado com o nome atual, o Hospital Universitário de Brasília (HUB) passou a atender qualquer pessoa pelo Sistema Único de Saúde (SUS). A nova fase acarreta também em menos recursos e problemas estruturais e trabalhistas decorrentes das mudanças de gestão, com perdas de funcionários e mudança do hospital de uma instituição assistencial para um unidade voltada ao ensino, pesquisa e extensão.

### EBSERH
Em 2013, uma nova mudança, com a gestão passando para a Empresa Brasileira de Serviços Hospitalares (Ebserh), estatal criada para gerir os hospitais universitários federais. Porém, a unidade segue sendo o Hospital Universitário da Universidade de Brasília, tendo mudado apenas a gestão.

## Atendimentos
O HUB realiza atendimento exclusivamente de forma gratuita, pelo Sistema Único de Saúde (SUS), e de modo integrado à Secretaria de Saúde do Distrito Federal (SES-DF), nas áreas de média e alta complexidade, incluindo além das especialidades fundamentais - clínica médica, cirurgia, pediatria e ginecologia e obstetrícia - cuidados intensivos, cirurgia pediátrica, cirurgia bariátrica, oncologia, transplantes, entre outras. Conta com cerca de 200 leitos ativos de internação.